# Grand Prix Stanów Zjednoczonych – Wschód 1986

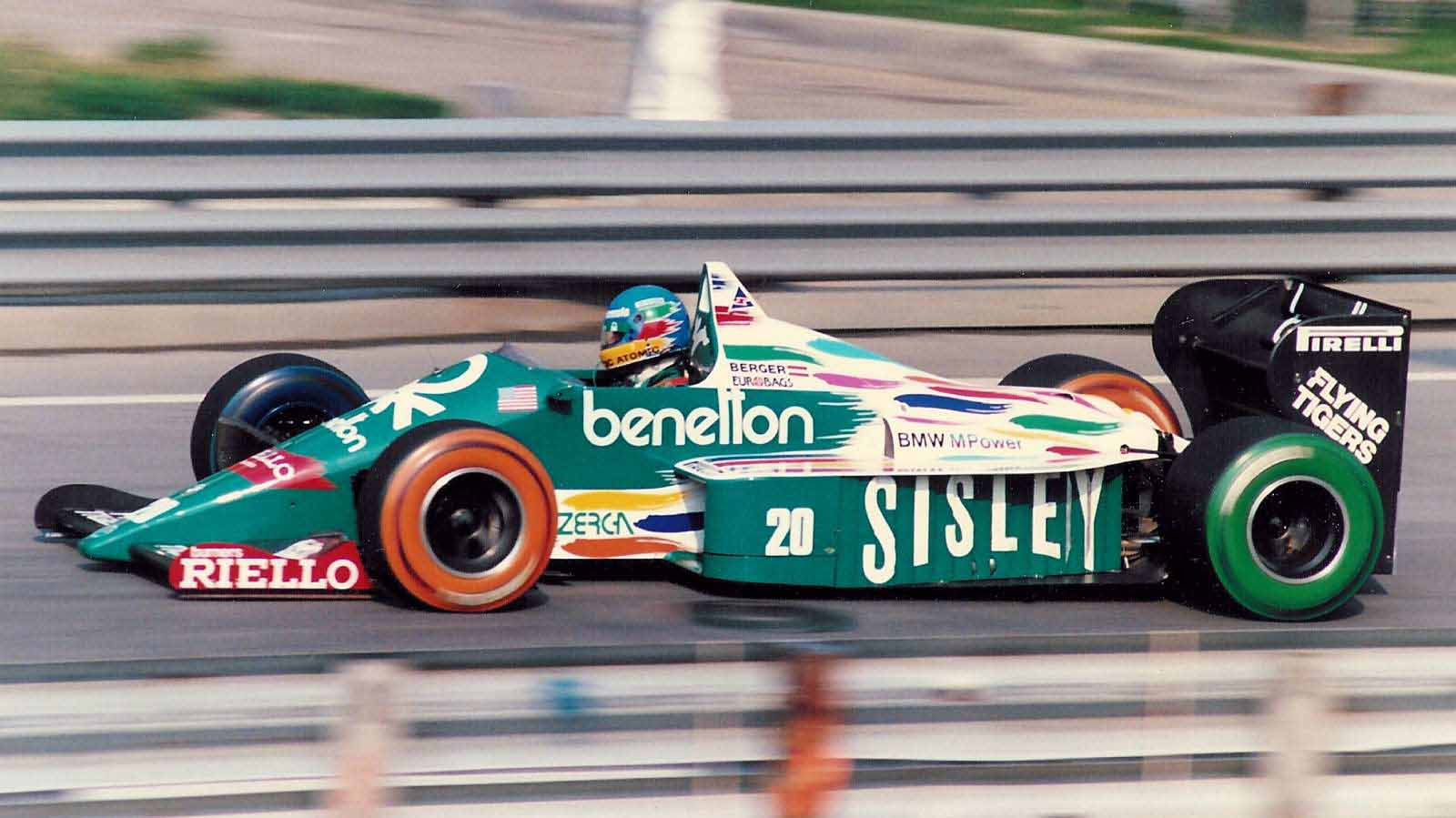
Gerhard Berger podczas Grand Prix Stanów Zjednoczonych – Wschód 1986

Grand Prix Stanów Zjednoczonych – Wschód 1986 (oryg. Detroit Grand Prix) – siódma runda Mistrzostw Świata Formuły 1 w sezonie 1986, która odbyła się 22 czerwca 1986, po raz piąty na torze ulicznym w Detroit.
Było to 5. Grand Prix Stanów Zjednoczonych – Wschód zaliczane do Mistrzostw Świata Formuły 1.

## Wyniki

### Wyścig
| Poz | Nr | Kierowca           | Konstruktor            | Okrążenia | Czas/powód n.u.  | Poz. start. | Punkty |
| --- | -- | ------------------ | ---------------------- | --------- | ---------------- | ----------- | ------ |
| 1   | 12 | Ayrton Senna       | Lotus-Renault          | 63        | 1:51:12.847      | 1           | 9      |
| 2   | 26 | Jacques Laffite    | Ligier-Renault         | 63        | + 31.017         | 6           | 6      |
| 3   | 1  | Alain Prost        | McLaren-TAG            | 63        | + 31.824         | 7           | 4      |
| 4   | 27 | Michele Alboreto   | Ferrari                | 63        | + 1:30.936       | 11          | 3      |
| 5   | 5  | Nigel Mansell      | Williams-Honda         | 62        | + 1 okrążenie    | 2           | 2      |
| 6   | 7  | Riccardo Patrese   | Brabham-BMW            | 62        | + 1 okrążenie    | 8           | 1      |
| 7   | 11 | Johnny Dumfries    | Lotus-Renault          | 61        | + 2 okrążenia    | 14          |        |
| 8   | 14 | Jonathan Palmer    | Zakspeed               | 61        | + 2 okrążenia    | 20          |        |
| 9   | 4  | Philippe Streiff   | Tyrrell-Renault        | 61        | + 2 okrążenia    | 18          |        |
| 10  | 8  | Derek Warwick      | Brabham-BMW            | 60        | + 3 okrążenia    | 15          |        |
| NU  | 17 | Christian Danner   | Arrows-BMW             | 51        | Elektronika      | 19          |        |
| NU  | 25 | René Arnoux        | Ligier-Renault         | 46        | Wypadek          | 4           |        |
| NU  | 18 | Thierry Boutsen    | Arrows-BMW             | 44        | Wypadek          | 13          |        |
| NU  | 23 | Andrea de Cesaris  | Minardi-Motori Moderni | 43        | Skrzynia biegów  | 23          |        |
| NU  | 6  | Nelson Piquet      | Williams-Honda         | 41        | Wypadek          | 3           |        |
| NU  | 28 | Stefan Johansson   | Ferrari                | 40        | Elektronika      | 5           |        |
| NU  | 19 | Teo Fabi           | Benetton-BMW           | 38        | Skrzynia biegów  | 17          |        |
| NU  | 16 | Eddie Cheever      | Lola-Ford              | 37        | Ukł. kierowniczy | 10          |        |
| NU  | 15 | Alan Jones         | Lola-Ford              | 33        | Ukł. kierowniczy | 21          |        |
| NU  | 22 | Allen Berg         | Osella-Alfa Romeo      | 28        | Elektronika      | 25          |        |
| NU  | 3  | Martin Brundle     | Tyrrell-Renault        | 15        | Elektronika      | 16          |        |
| NU  | 21 | Piercarlo Ghinzani | Osella-Alfa Romeo      | 14        | Turbosprężarka   | 22          |        |
| NU  | 2  | Keke Rosberg       | McLaren-TAG            | 12        | Przen. napędu    | 9           |        |
| NU  | 20 | Gerhard Berger     | Benetton-BMW           | 8         | Silnik           | 12          |        |
| NU  | 24 | Alessandro Nannini | Minardi-Motori Moderni | 3         | Turbosprężarka   | 24          |        |
| NU  | 29 | Huub Rothengatter  | Zakspeed               | 0         | Elektronika      | 26          |        |